# 文化財研究所
独立行政法人文化財研究所（どくりつぎょうせいほうじんぶんかざいけんきゅうしょ）は、かつて存在した独立行政法人。
文化庁の施設等機関であった東京国立文化財研究所と奈良国立文化財研究所を統合して、2001年4月に発足したが、2007年4月、独立行政法人国立博物館と統合し、独立行政法人国立文化財機構に移行した。

## 概要
独立行政法人文化財研究所法（1999年制定）により、2001年4月1日正式に設立され、東京文化財研究所と奈良文化財研究所の下部組織をもち、本部（総務部）を奈良文化財研究所（奈良市二条町）の中に置いた。
2007年4月1日に、独立行政法人国立博物館と統合して、独立行政法人国立文化財機構になった。

## 奈良文化財研究所
独立行政法人文化財研究所の下部組織。古都奈良の文化財、埋蔵文化財の研究や平城京、藤原京の発掘調査も手がける。また奈良市や明日香村に資料館などを公開している。略称、奈文研。現任所長は田辺征夫（研究所教授、元飛鳥藤原宮跡発掘調査部長）。

### 沿革
1952年に平城宮跡が特別史跡に指定されたことにともない、同年4月奈良市春日野町で奈良文化財研究所として発足した。
1954年7月、奈良国立文化財研究所と改称、1960年所内に平城宮跡発掘調査事務所（後、調査部）を設置し、
1968年、文化庁発足により文化庁付属機関となった。
1973年4月には飛鳥藤原宮跡発掘調査部を設置し、翌年4月には埋蔵文化財センターを開設した。
1975年3月明日香村奥山に飛鳥資料館をオープン。
1980年4月本庁舎を奈良市二条町に移転、1986年から1989年にかけて長屋王邸宅の発掘を行った。1998年には平城宮跡を含む古都奈良の文化財がユネスコ世界文化遺産に登録されている。
2001年4月、東京文化財研究所と統合され、独立行政法人文化財研究所の奈良文化財研究所となった。

### 組織
所長の下に管理部（3課1専門官）、文化遺産研究部（3室）、平城宮跡発掘調査部（6室1専門官）、飛鳥藤原宮跡発掘調査部（4室）、飛鳥資料館（学芸員室）を設置し、別に科学研究機関である奈文研埋蔵文化財センター（7室）を置く。

### 公開施設
- 平城宮跡資料館（奈良市）　平城宮跡の出土遺物や建物模型などを展示する[9]。
- 飛鳥藤原宮跡発掘調査部資料室（橿原市）　飛鳥藤原地域の古代遺跡の発掘調査や藤原京跡出土遺物の展示を行う[9]。
- 飛鳥資料館（明日香村）　6世紀から8世紀にかけての飛鳥時代の古代遺跡の出土品や模型を展示する[9]。
- 平城京跡に復元された朱雀門や遺構展示館は文化庁所有だが、管理に協力する[9]。

### 国際協力
中国社会科学院考古研究所や韓国国立文化財研究所と共同研究を行い、発展途上国の文化財担当者の研修を行う。英国とは、セインズベリー日本藝術研究所と連携した、 オンラインリソースや出版物を通じた日本考古学の国際的発信を行う。今後は東アジア規模での研究テーマを設定する予定である。

## 東京文化財研究所
独立行政法人文化財研究所の下部組織。東京都台東区上野公園に所在する。日本及び東洋の美術、伝統芸能、文化財の保存科学と修復技術について基礎研究を行い、博物館や美術館などからの要請に応じて技術指導や調査を行う。また中国、韓国、タイ、ドイツ、米国などの文化財研究機関と広く学術交流も展開している。

### 沿革
1930年に設立された帝国美術院付属美術研究所を前身とする。
1947年国立博物館付属美術研究所となり、1954年東京国立文化財研究所と改称した。
1968年文化庁附属機関となり、1991年にはアジア文化財研究室が設置された。
同室は1993年国際文化財保存修復協力室となり、1997年には国際文化財保存修復協力センターに発展した。
2000年新庁舎が完成し、2001年4月1日奈良国立文化財研究所とともに独立行政法人文化財研究所（本部、奈良市）に統合された。

### 組織
所長の下に管理部、企画情報部、美術部、芸能部、保存科学部、修復技術部が設置され、別に国際文化財保存修復センターを置く。
館内2階に画家黒田清輝(1866年～1924年)を記念する黒田記念館を一般公開している。
これは東京文化財研究所の前身である帝国美術院属美術研究所が黒田清輝の遺産によって設立された黒田記念館内に設置されたことに由来する。これ以外に一般公開施設はない。